# Kościół Świętych Andrzeja Świerada i Benedykta w Tropiu
Kościół parafialny pw. Świętych Pustelników Andrzeja Świerada i Benedykta w Tropiu – kościół romański z przełomu XI/XII w. Jeden z najstarszych w Małopolsce.

## Historia
Według tradycji kościół należy do najstarszych w tej części Polski. Miał go fundować około 1045 roku Kazimierz Odnowiciel, a poświęcać ok. 1073 r. św. Stanisław męczennik. Według tradycji budynek powstał w miejscu, gdzie znajdowała się pustelnia św. Świerada, mnicha benedyktyńskiego żyjącego na przełomie X i XI w. Z pierwotnej budowli pozostały jednak tylko mury prezbiterium, wtórnie podwyższone, oraz relikty północnej i zachodniej ściany nawy. Ukończenie budowy datuje się na przełom XI–XII w. W XIII w. do północnej ściany zostaje dobudowana zakrystia (teraz schowek). W XVI w. część murów prezbiterium nadmurowano i przesklepiono kopułką z latarnią oraz do południowej ściany nawy dobudowano kaplicę Matki Bożej, która obecnie pełni rolę zakrystii.
W dokumentach sprzedaży dóbr Tropsztyna z 1535 kościół wzmiankowany jest jako pw. św. Geralda, a od 1556 do 1603 służył protestantom jako zbór kalwiński. Na początku XVII w. kościół został przejęty na zbór braci polskich.
W XVII w., prawdopodobnie ok. 1634, zostaje dobudowana kruchta i „klasztorek”, znajdujące się na północnej ścianie nawy oraz następuje rozbudowanie nawy ku zachodowi.

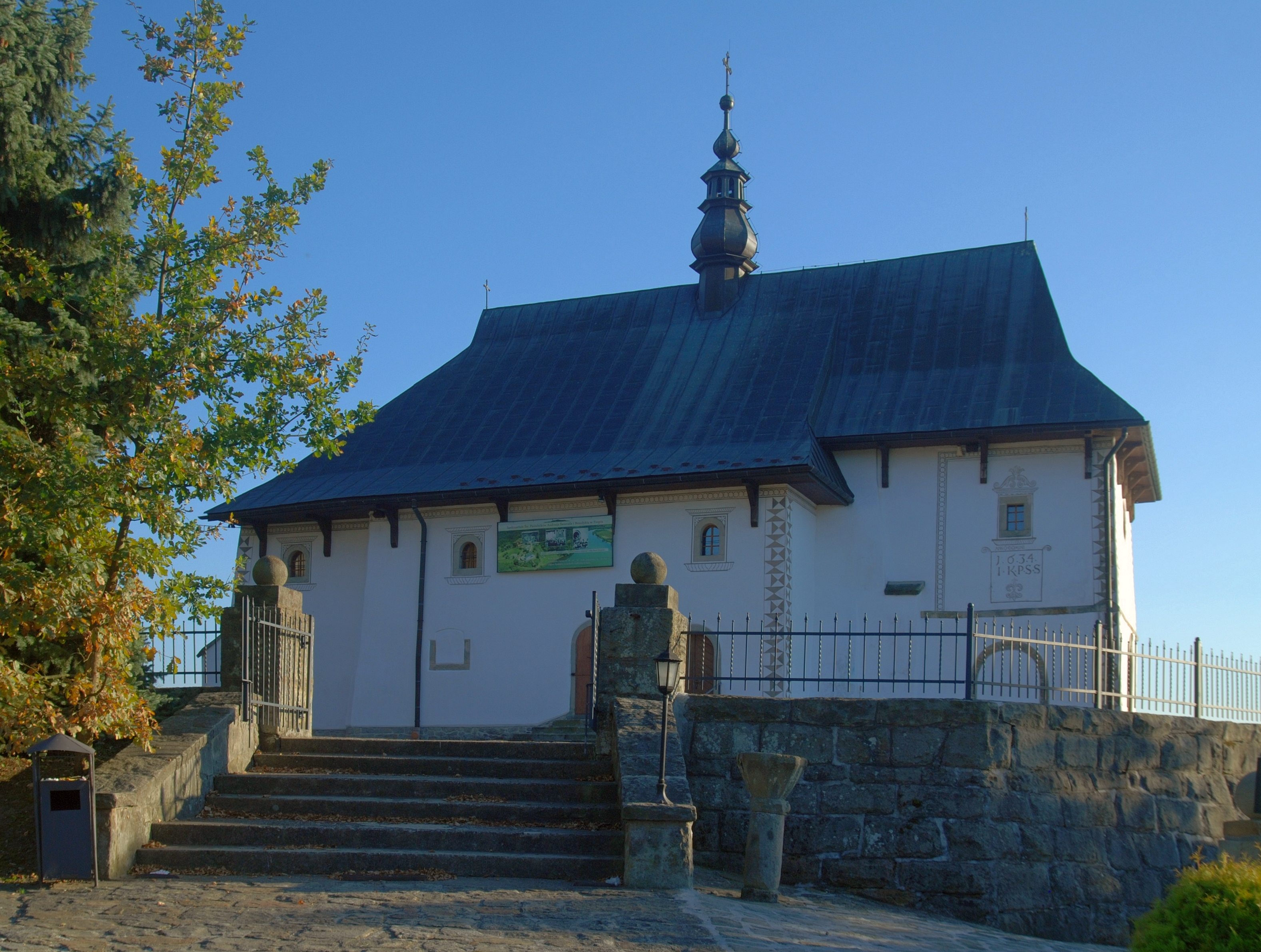
Elewacja frontowa
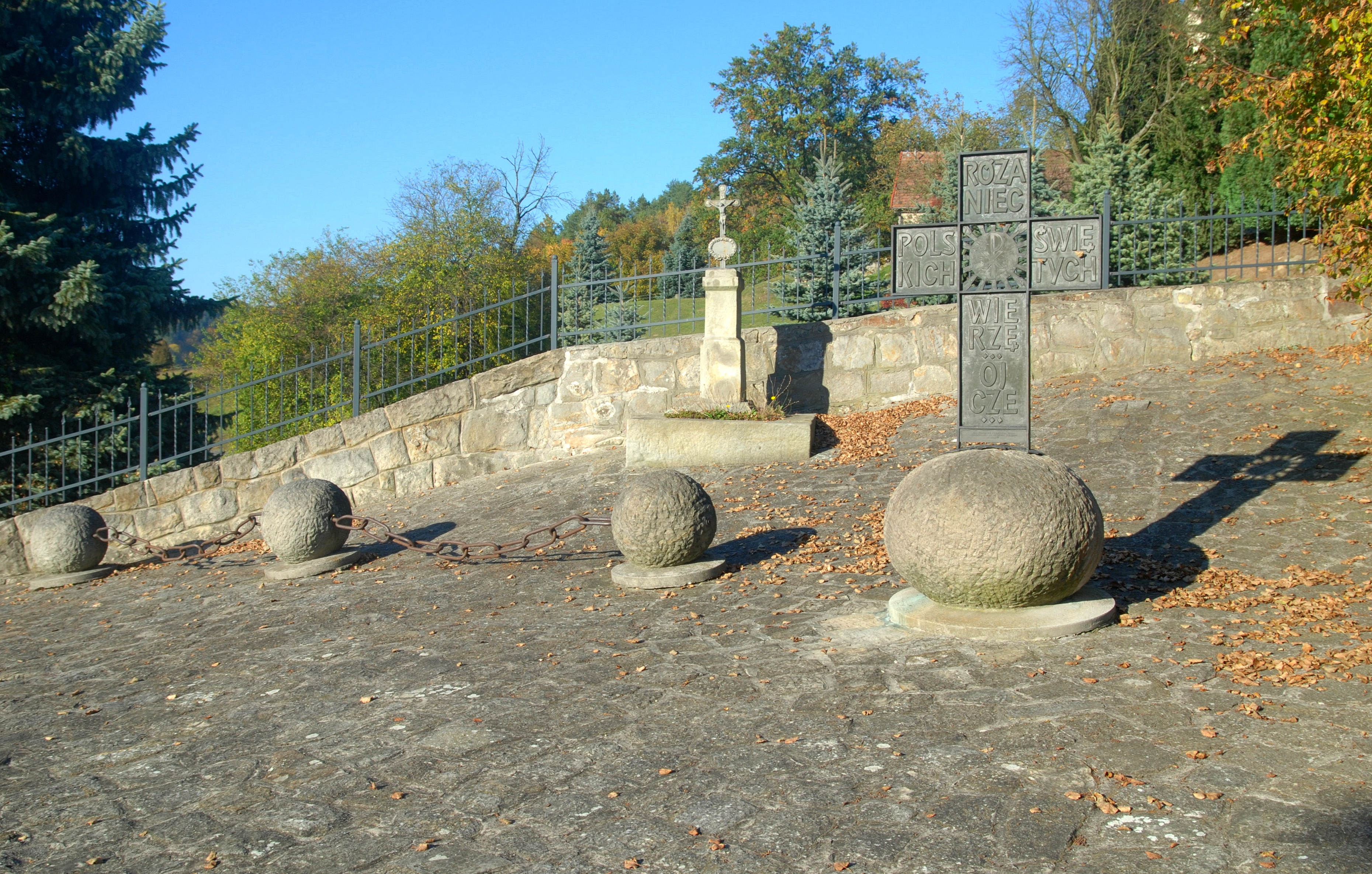
Otoczenie
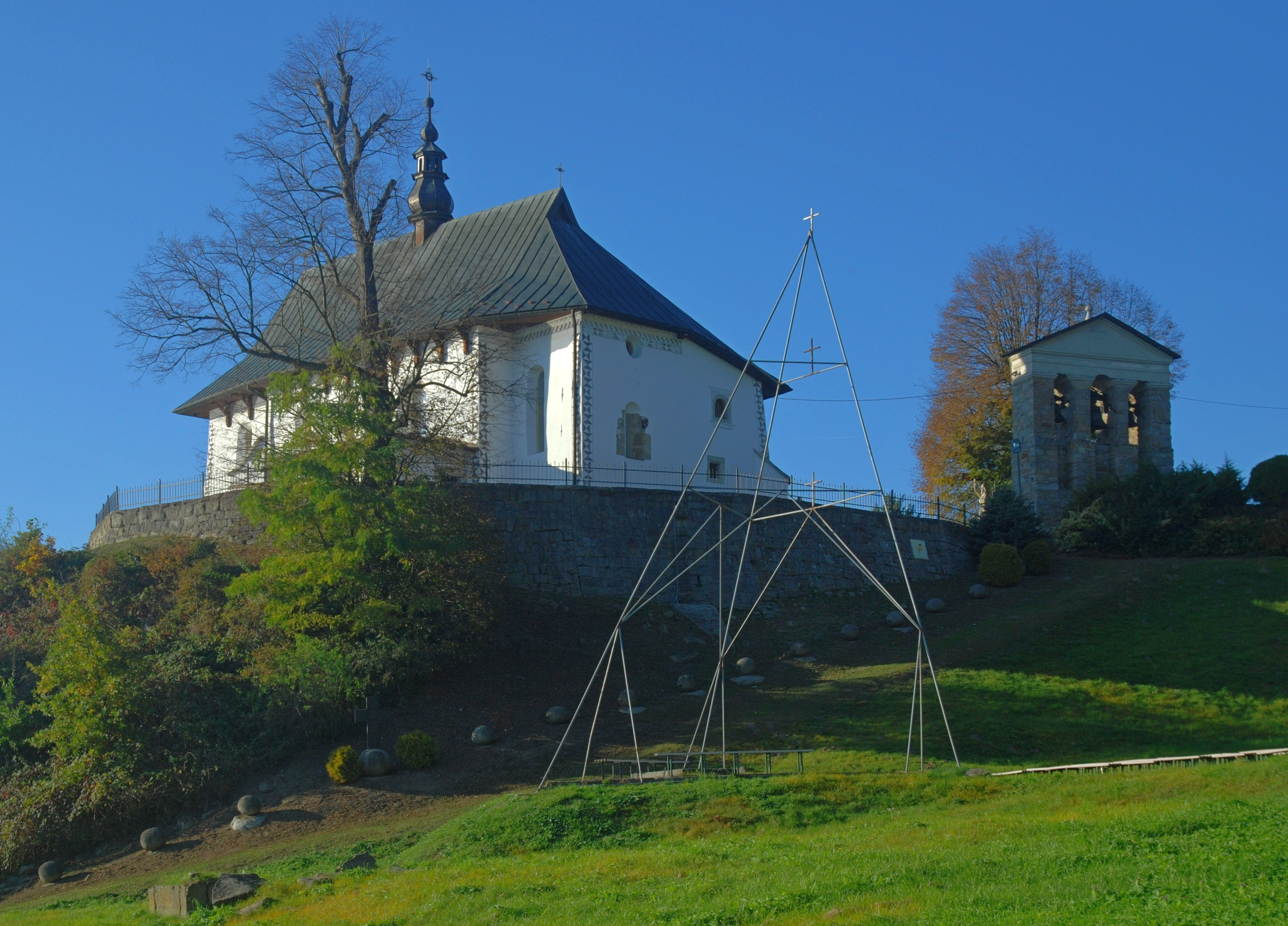
Widok od strony wschodniej

## Architektura
Budowla orientowana, wykonana z ciosów piaskowca spojonych gliną z niewielką domieszką wapna. Kościół pierwotnie jednonawowy z wyodrębnionym prezbiterium zamkniętym prosto. W późniejszych wiekach dobudowano zakrystię przylegającą do północnej strony prezbiterium, następnie od strony południowej nawy – kaplicę Matki Bożej. Kolejnym etapem rozbudowy było przedłużenie nawy ku zachodowi, oraz od strony północnej, dobudowanie kruchty i „klasztorka”, zewnętrznego pomieszczenia. Fasada budowli prosta, dwukondygnacyjna, z łukowo zwieńczonym otworem wejściowym. Dach blaszany z wieżyczką na sygnaturkę.
Wymiary nawy: 6,3 m × 11,5 m, prezbiterium 3,2 m × 3 m

## Wnętrze
Polichromowany strop z II połowy XVII w. przemalowany w XIX w., przedstawia scenę Zesłania Ducha Świętego. Jest to kopia XVI w. malowidła, Giorgia Vasariego z Florencji. Starsza warstwa oryginalnego malowidła widoczna jest w sondzie konserwatorskiej (1982). W ościeży północnego łuku tęczowego zachowały się fragmenty romańskiego malowidła w technice al fresco, z użyciem barwników niebieskiego i czerwonego. Przedstawiają postać węgierskiego władcy, św. Stefana, w koronie z berłem w prawej dłoni, który sprowadził św. Świerada znad Dunajca na węgierską wówczas Słowację. Pochodzi z I połowy XII w. i wiąże się z benedyktyńskim środowiskiem artystycznym środkowej i płd. Europy. W ościeżu południowym widnieje romański zacheuszek w formie malowanego krzyża, obok późniejszego, gotyckiego – świadkowie wczesnych konsekracji tego kościoła, 1073 i po odbudowie kościoła po zniszczeniach tatarskich w XIII w.
W kościele znajdują się cztery okna zamknięte półkoliście. Zaślepione, na wschodniej ścianie prezbiterium oraz północnej ścianie nawy. Kolejne dwa na południowej ścianie prezbiterium, jedno pod drugim. Dolne z czasów budowy, górne z okresu nadbudowy prezbiterium. W XIX w. zostały połączone w jedno. Oprócz tego wysokie okno zamknięte ostrołukowo na południowej ścianie nawy. Z pierwotnej budowli pochodzi arkada łuku tęczowego wsparta na gzymsie impostowym o prostym profilu oraz pozostałości zach. portalu. Po stronie południowej nawy znajdują się odrzwia z herbem pruskim prowadzące do obecnej zakrystii. Po przeciwległej stronie wejście do kaplicy. Nad wejściem znajduje się chór muzyczny.

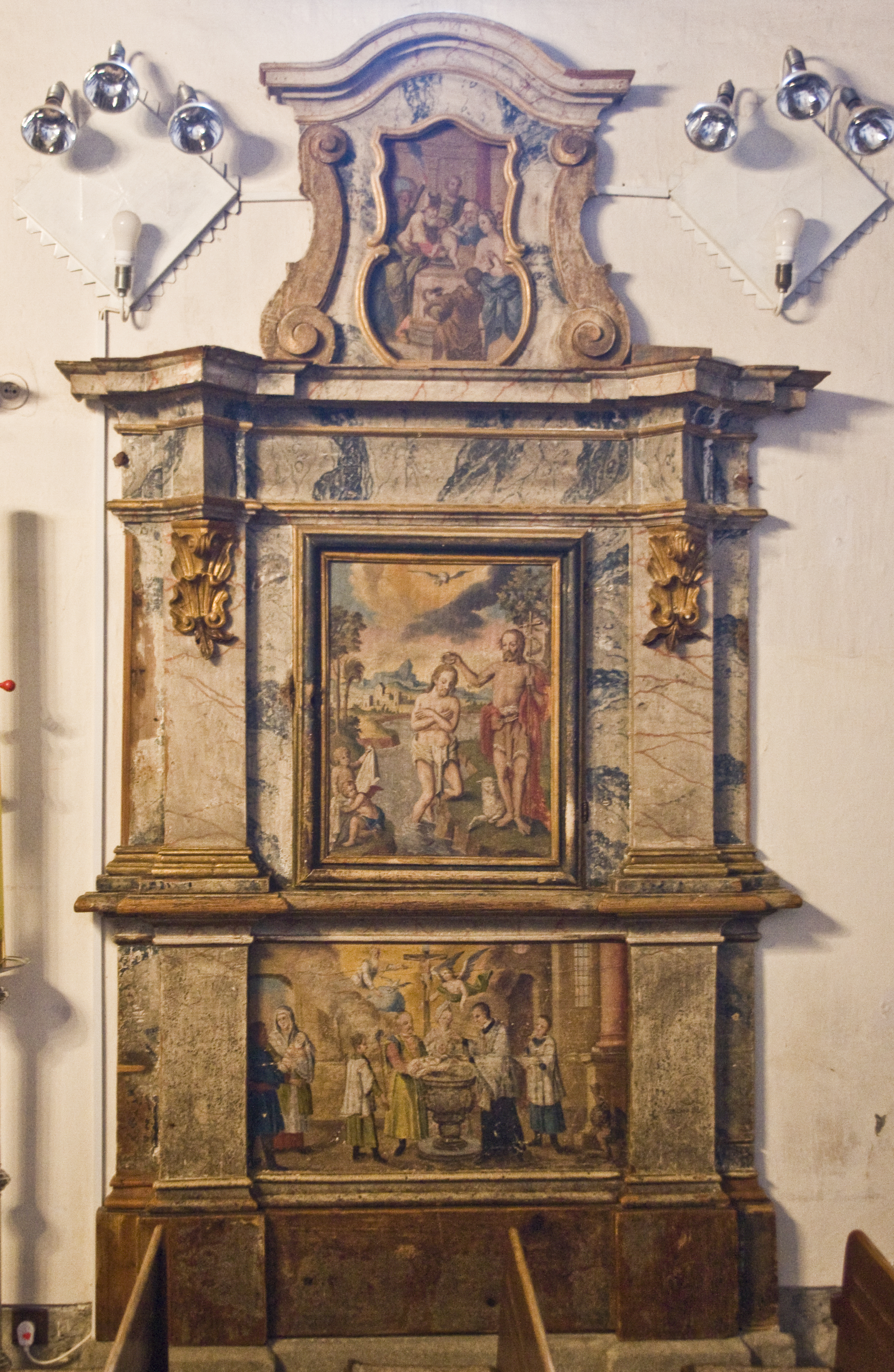
Obudowa chrzcielnicy, 1774
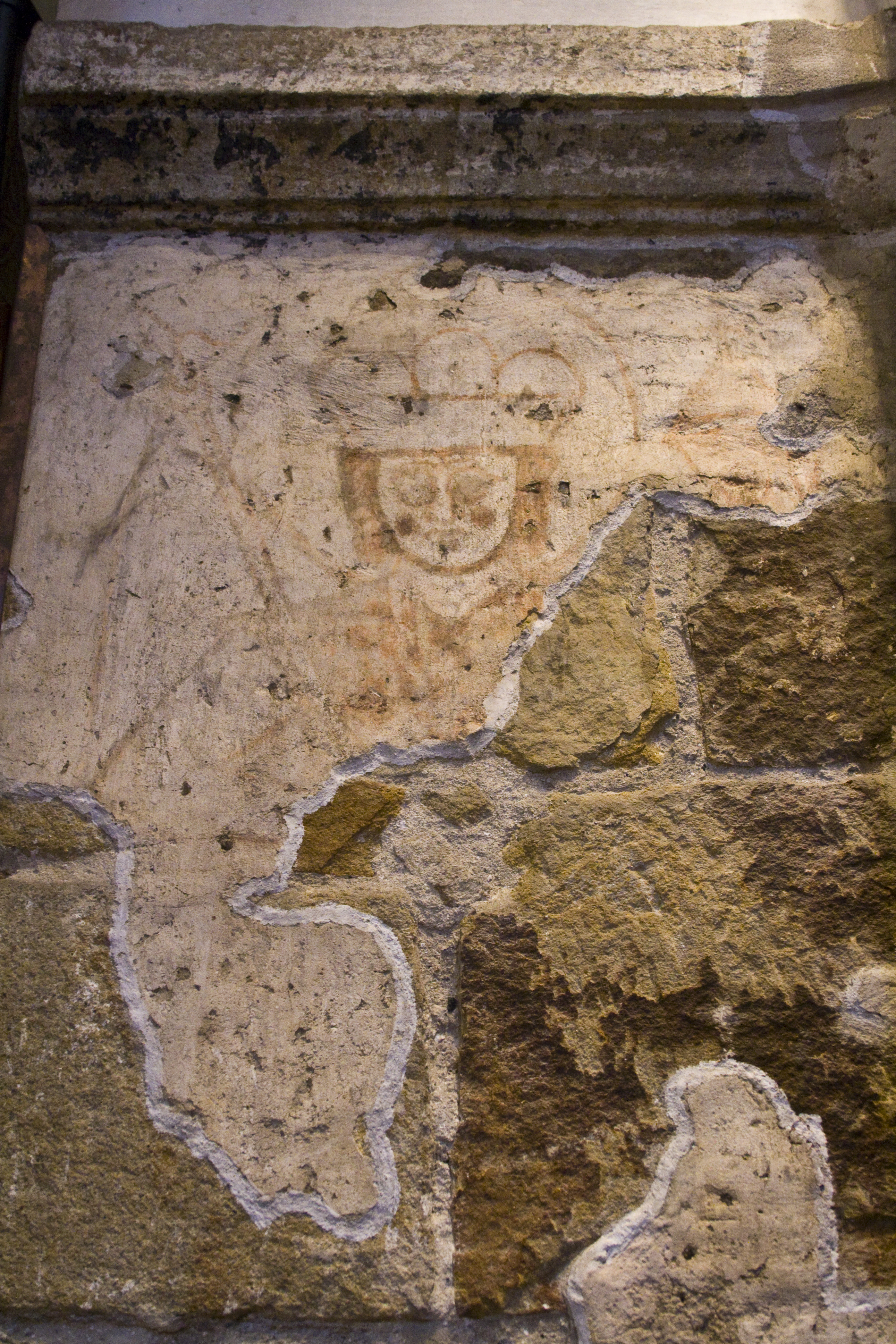
Fragment fresku św. Stefana w koronie

## Wyposażenie
We wnętrzu znajduje się ołtarz główny i dwa boczne. Nastawa głównego niearchitektoniczna, w formie prostokątnej ramy obrazowej, zdobionej ornamentem kwiatowym i uskrzydlonymi główkami w górnych rogach. W ramie umieszczony jest prostokątny, półkoliście zamknięty obraz z 1626, przedstawiający koronację Matki Bożej, adorowanej przez patronów kościoła, świętych pustelników Świerada i Benedykta, w strojach kamedulskich; u kolan św. Świerada widzimy herb rodu Ośmiorogów-Gierałtów, zapewne fundatorów obrazu. Mensa ołtarza z brązowego marmuru, została wykonana w 1627, ozdobiona herbem i inicjałami fundatora Jana Wiernka z Witowic. Powstanie bocznych ołtarzy datuje się na drugą połowę XVIII w. W lewym znajduje się obraz św. Benedykta, pustelnika i męczennika, datowany na 1765. W prawym, obraz Matki Bożej Różańcowej. Zdobione są ornamentami rocaille. Na południowej ścianie znajduje się obudowa chrzcielnicy, ze scenami Obrzezania, Chrztu Pańskiego oraz chrztu dziecka szlacheckiego i chłopskiego. Skrywa ona umieszczone wewnątrz muru kamienne naczynie chrzcielne, prawdopodobnie z XVI wieku. Z podobnego okresu pochodzi konfesjonał znajdujący się w kruchcie. Na płn. ścianie nawy znajduje się wykonane z brązowego marmuru epitafium Jana Wiernka, który był jednym z fundatorów rozbudowy kościoła. Obok znajduje się drugie epitafium, wykonane z białego marmuru, uczestnika powstania listopadowego w 1831 i zesłańca na Sybir, Adama Siedmiogrodzkiego. W połowie nawy po przeciwległych stronach wiszą XX w. przedstawienia św. Andrzeja Świerada po płn. stronie i Matki Boskiej Częstochowskiej po południowej. W kościele znajduje się sześć relikwiarzy: św. Matki Teresy z Kalkuty, z kością św. Świerada, Krzyża Świętego, Św. Kingi i Św. Jana Vianneya. 

### Organy
Na chórze znajdowały się dziesięciogłosowe organy Wacława Biernackiego z 1948 roku. W latach 2024/2025 z powodu zużycia wymieniono je na nowe, 12-głosowe, sprowadzone z Austrii.

### Dzwony
Na XIX-wiecznej dzwonnicy znajdują się 3 dzwony:
- Mały: Św. Benedykt Męczennik - 240kg - 1972 - Odlewnia Bol Drożdż Franciszek Kubica, Dąbrowa Górnicza
- Średni - Św. Andrzej Świerad - 384kg - 1936 - Odlewnia Dzwonów K. Schwabego
- Duży - Maria Matka Boska Nieustającej Pomocy - 960kg - Odlewnia Bol Drożdż Franciszek Kubica, Dąbrowa Górnicza[5]